# Pulli (Saaremaa)
Pulli is een plaats in de Estlandse gemeente Saaremaa, provincie Saaremaa. De plaats heeft de status van dorp (Estisch: küla) en telt 23 inwoners (2021).
Tot in oktober 2017 lag de plaats in de gemeente Orissaare. In die maand ging Orissaare op in de fusiegemeente Saaremaa.
De plaats ligt aan de noordkust van het eiland Saaremaa. De kust, de Pulli pank, is hier een steile, onbegroeide helling, die 3,5 m boven de zee uitsteekt over een afstand van 500 m. De helling bestaat uit dolomiet en kalksteen.

## Geschiedenis
De plaats werd voor het eerst genoemd in de jaren vijftig van de 19e eeuw onder de naam Пулли (de Russische spelling van Pulli). Ze lag op het landgoed van Maasi.
In 1977 werd Pulli bij het buurdorp Taaliku gevoegd. In 1997 werd het weer een zelfstandig dorp.